# Ivan Gazidis
Ivan Gazidis, né le 13 septembre 1964 à Johannesbourg en Afrique du Sud, est un homme d'affaires et dirigeant sportif sud-africain d'origine grecque.
Après avoir rejoint l'équipe fondatrice de la Major League Soccer en 1994 puis avoir été commissaire adjoint de la ligue de football nord-américaine en 2001, il occupe le poste de directeur général à Arsenal FC entre 2008 et 2018 puis de président de l'AC Milan de 2018 à 2022.
En mars 2024, il devient président de Kilmer Sports Ventures, filiale exclusive de Kilmer Group, appartenant à Larry Tanenbaum,. En juin de la même année, il devient président de l'AS Saint-Étienne, à la suite du rachat du club ligérien par le groupe canadien,.